# Tsuyoshi Shimamura
Tsuyoshi Shimamura (島村 毅 Shimamura Tsuyoshi?, nacido el 10 de agosto de 1985 en Saitama) es un exfutbolista japonés que se desempeñaba como defensa.

## Trayectoria

### Clubes
| Club                      | País  | Año         |
| ------------------------- | ----- | ----------- |
| Shonan Bellmare           | Japón | 2008 - 2018 |
| Tokushima Vortis (cedido) | Japón | 2011        |

## Estadística de carrera

### J. League
| Club             | Año   | J. League | J. League | Copa J. League | Copa J. League | Total | Total |
| Club             | Año   | Part.     | Goles     | Part.          | Goles          | Part. | Goles |
| ---------------- | ----- | --------- | --------- | -------------- | -------------- | ----- | ----- |
| Shonan Bellmare  | 2008  | 0         | 0         | -              | -              | 0     | 0     |
| Shonan Bellmare  | 2009  | 21        | 0         | -              | -              | 21    | 0     |
| Shonan Bellmare  | 2010  | 24        | 1         | 2              | 0              | 26    | 1     |
| Tokushima Vortis | 2011  | 25        | 5         | -              | -              | 25    | 5     |
| Shonan Bellmare  | 2012  | 32        | 3         | -              | -              | 32    | 3     |
| Shonan Bellmare  | 2013  | 27        | 2         | 3              | 0              | 30    | 2     |
| Shonan Bellmare  | 2014  | 20        | 2         | -              | -              | 20    | 2     |
| Shonan Bellmare  | 2015  | 13        | 3         | 3              | 0              | 16    | 3     |
| Shonan Bellmare  | 2016  | 19        | 0         | 1              | 0              | 20    | 0     |
| Shonan Bellmare  | 2017  | 18        | 3         | -              | -              | 18    | 3     |
| Total            | Total | 199       | 19        | 9              | 1              | 208   | 20    |

## Palmarés

### Títulos nacionales
| Título         | Club            | País  | Año  |
| -------------- | --------------- | ----- | ---- |
| J2 League      | Shonan Bellmare | Japón | 2014 |
| J2 League      | Shonan Bellmare | Japón | 2017 |
| Copa J. League | Shonan Bellmare | Japón | 2018 |